# Hogna stictopyga
Hogna stictopyga là một loài nhện trong họ Lycosidae.
Loài này thuộc chi Hogna. Hogna stictopyga được Tord Tamerlan Teodor Thorell miêu tả năm 1895.